# Mick Wingert
Mick Wingert (sinh ngày 4 tháng 7 năm 1974) là một diễn viên tấu hài, diễn viên điện ảnh Mỹ. Anh được biết đến nhiều nhất với vai trò người lồng tiếng mới cho sư phụ Po và nhân vật Zeng trong Kung Fu Panda: Legends of Awesomeness, nhận các vai từ các diễn viên lồng tiếng Jack Black và Dan Fogler. Wingert đã được khen ngời bởi những người hâm mộ của nhượng quyền Kung Fu Panda cho việc lồng tiếng ấn tượng nhân vật Po như Jack Black đã thực hiện. Anh cũng lồng tiếng trong Kung Fu Panda và The Princess and the Frog.
Wingert sinh ra và lớn lên ở Lemoore, California. Từ năm 2000, Wingert đã là một diễn viên lồng tiếng làm việc và đã trở thành người miền Nam California vào năm 2004. Anh học sân khấu và truyền thông đại chúng tại Đại học bang California và bắt đầu làm việc như một diễn viên lồng tiếng cho quảng cáo địa phương và khu vực.

## Sự nghiệp diễn xuất

### Truyền hình
| Năm  | Tên phim | Vai diễn     | Ghi chú    |
| ---- | -------- | ------------ | ---------- |
| 2021 | Arcane   | Heimerdinger | Lồng tiếng |